# 戴恩巴士
戴恩巴士（DeinBus.de）是一家年轻的德国长途大巴公司，于2013年德国放开客运市场管制后创立。